# Obafemi Awolowo Stadium
Le Obafemi Awolowo Stadium, appelé auparavant Liberty Stadium, est un stade multifonction situé à Ibadan au Nigeria, principalement utilisé pour le football.
Il accueille plusieurs événements sportifs importants comme la Coupe d'Afrique des nations 1980 et la Coupe du monde des moins de 20 ans 1999.